# Bensimidazolonpigment
|                         |
| C.I. Pigment Yellow 154 |
|                         |
| C.I. Pigment Orange 36  |

Bensimidazolonpigment, eller bensimidazolonazopigment, är en grupp syntetiska, organiska pigment som alla är azoföreningar innehållande en bensimidazolongrupp. De allra första blev tillgängliga i mitten av 1960-talet.

## Två huvudgrupper
Kemiskt kan benzimidazolonpigmenten huvudsakligen delas in i två grupper: bensimidazolongult innehåller 5-acetoacetylaminobensimidazolon, vilket omfattar kulörer från grönaktigt gul till orange, medan de som innehåller 5-(2'-hydroxi-3'-naftoyl)-aminobensimidazolon omfattar mediumröda till vinröda och bruna nyanser. C.I. Pigment Orange 64 är ett undantag med annan uppbyggnad.

## Egenskaper och användning
Många bensimidazolpigment är färgstarka med utmärkt ljusäkthet och mycket tåliga mot värme och kemisk påverkan. De används gärna där man har höga krav på pigmenten i bland annat tryckfärg, plaster och målarfärger inom såväl inom industri som i konstnärsfärger. Framför allt finner man pigmenten med högst prestanda inom det gula området, men ett par av de röda håller också för bred användning med höga krav.
I konstnärsfärger är bensimidazolongult en av de tre stora pigmentgrupperna för gult, om än inte lika vanliga i producenternas utbud som grupperna arylidgult och kadmiumgult. Bensimidazolongult är dyrare än arylidgult men har i de flesta fall bättre ljusäkthet och är därför att föredra i kvalitetsfärger. De har inte heller kadmiumfärgernas giftighet.
| Pigment Yellow 120 | 11783  | Ljus, klar gul                              | [ 6 ]             |
| Pigment Yellow 151 | 13980  | Ljus, intensiv gul, ev. lätt grönton        | [ 6 ]             |
| Pigment Yellow 154 | 11781  | Ljus, klar gul, ev. lätt grönton            | [ 6 ]             |
| Pigment Yellow 155 | 200310 | Klar gul                                    | [ 6 ]             |
| Pigment Yellow 156 | -      | Rödaktig gul                                | [ 6 ]             |
| Pigment Yellow 175 | 11784  | Ljus, klar citrongul, grönaktig underton    | [ 6 ]             |
| Pigment Yellow 180 | 21290  | Grönaktig gul                               | [ 6 ]             |
| Pigment Yellow 181 | 11777  | Orangegul                                   | [ 6 ]             |
| Pigment Yellow 194 | 11785  | Klar gul åt det gröna hållet                | [ 6 ]             |
| Pigment Yellow 213 | 11875  | Grönaktig gul                               | [ 1 ] [ 7 ]       |
| Pigment Orange 36  | 11780  | Rödaktig orange till scharlakansröd         | [ 8 ]             |
| Pigment Orange 60  | 11782  | Orange med dragning åt gult eller rött      | [ 8 ]             |
| Pigment Orange 62  | 11775  | Ljus orange med gul ton                     | [ 1 ] [ 8 ]       |
| Pigment Orange 64  | 12760  | Klar orange med dragning åt gult eller rött | [ 1 ] [ 8 ]       |
| Pigment Orange 72  | 211095 | Klar orange med gul ton                     | [ 1 ] [ 8 ] [ 7 ] |
| Pigment Red 171    | 12512  | Djup, mörk röd med violett ton              | [ 9 ]             |
| Pigment Red 175    | 12513  | Djup, brunaktig röd                         | [ 9 ]             |
| Pigment Red 176    | 12515  | Röd med blåton                              | [ 9 ]             |
| Pigment Red 185    | 12516  | Röd med blåton                              | [ 9 ]             |
| Pigment Red 208    | 12514  | Klar röd                                    | [ 9 ]             |
| Pigment Violet 32  | 12517  | Blåaktigt röd till violett                  | [ 10 ]            |
| Pigment Brown 25   | 12510  | Djup, rödviolett brun                       | [ 11 ]            |